# Зандхаузен
Зандхаузен (нем. Sandhausen) — община в Германии, город, расположен в земле Баден-Вюртемберг. 
Подчиняется административному округу Карлсруэ. Входит в состав района Рейн-Неккар.  Население составляет 14 542 человека (на 31 декабря 2010 года). Занимает площадь 14,55 км².